# Daratt
Daratt (fransk:Saison sèche) er en tchadisk spillefilm fra 2006, instrueret af Mahamat Saleh Haroun. Filmen har vundet Grand Special Jury Prize ved Filmfestivalen i Venedig 2006 og otte andre priser i Venedig og Panafrican Film and Television Festival of Ouagadougou. 